# Universitatea din Leiden
Universitatea Leiden (în neerlandeză Universiteit Leiden), situată în orașul Leiden, este cea mai veche universitate din Olanda. Universitatea a fost fondată în 1575 de către prințul Wilhelm de Orania. Casa regală olandeză Orania-Nassau și Universitatea Leiden încă mai au legături foarte strânse. Regina Juliana a Olandei, regina Beatrix, și Willem-Alexander, Prinț de Orania au studiat la Universitatea Leiden. 

## Istoric
Universitatea a avut o importanță deosebită în timpul Epocii de Aur a Olandei, când savanții din Europa au fost atrași de Republica celor Șapte Provincii Unite ale Țărilor de Jos datorită climatului său de toleranță intelectuală și a reputației internaționale a instituției din Leiden. Universitatea a devenit casă pentru mai multe personalități, precum René Descartes, Rembrandt, Christiaan Huygens, Hugo Grotius, Baruch Spinoza și Paul Henri Thiry d'Holbach.
Între personalitățile din Transilvania care au studiat aici s-au numărat cancelarul Miklós Bethlen și superintendentul (episcopul) reformat János Bodola.

## În prezent
Topul ARWU din 2010 plasează Universitatea Leiden pe locul 20 in Europa, si pe locul 70 în lume. Topul ARWU din 2010 plasează Universitatea Leiden pe locul 20 in Europa, si pe locul 70 în lume. 
În topul QS Quacquarelli Symonds Limited (cunoscut prin The Times Higher Education Supplement), Universitatea Leiden apare pe locul 82 în lume.

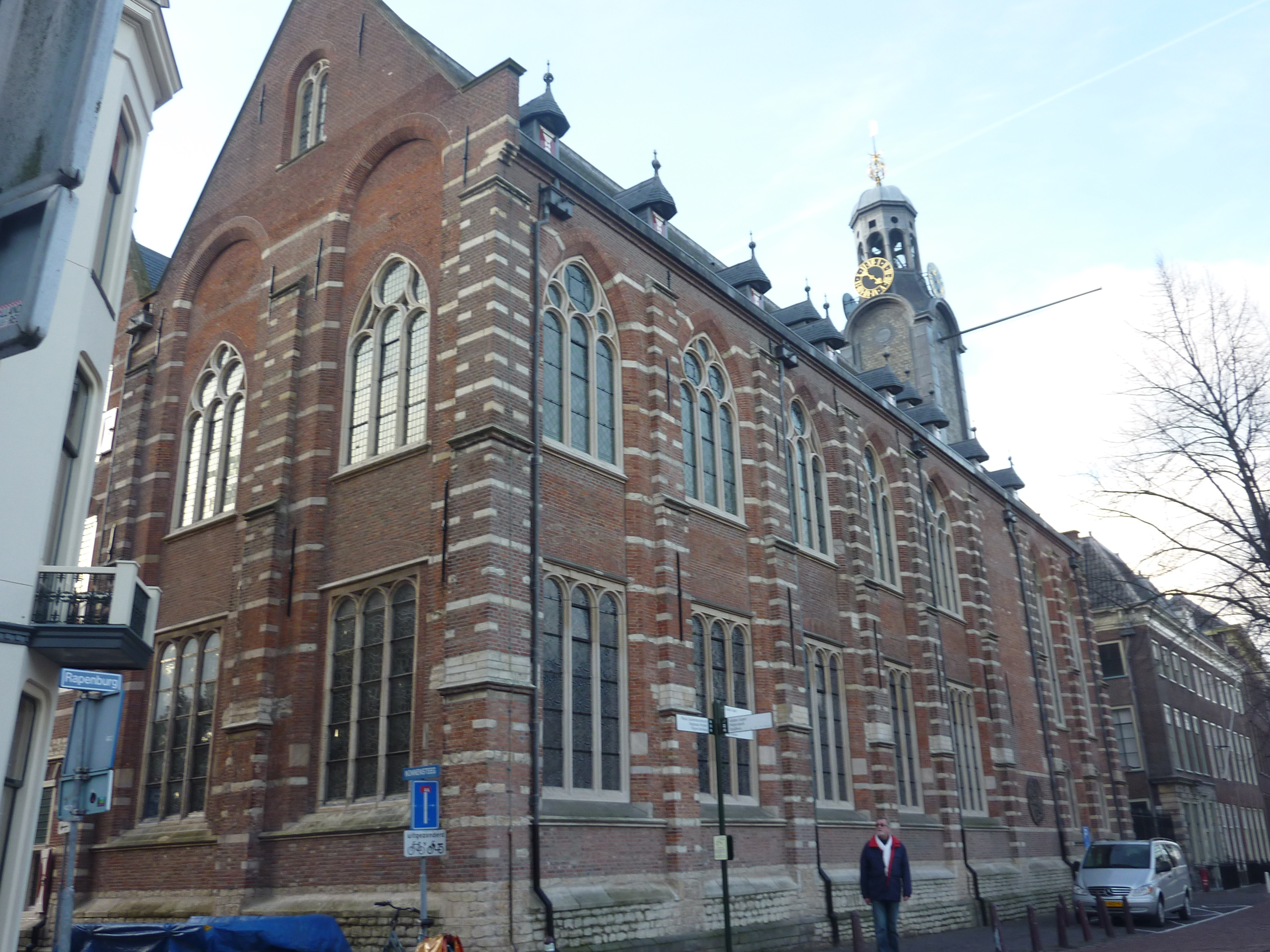
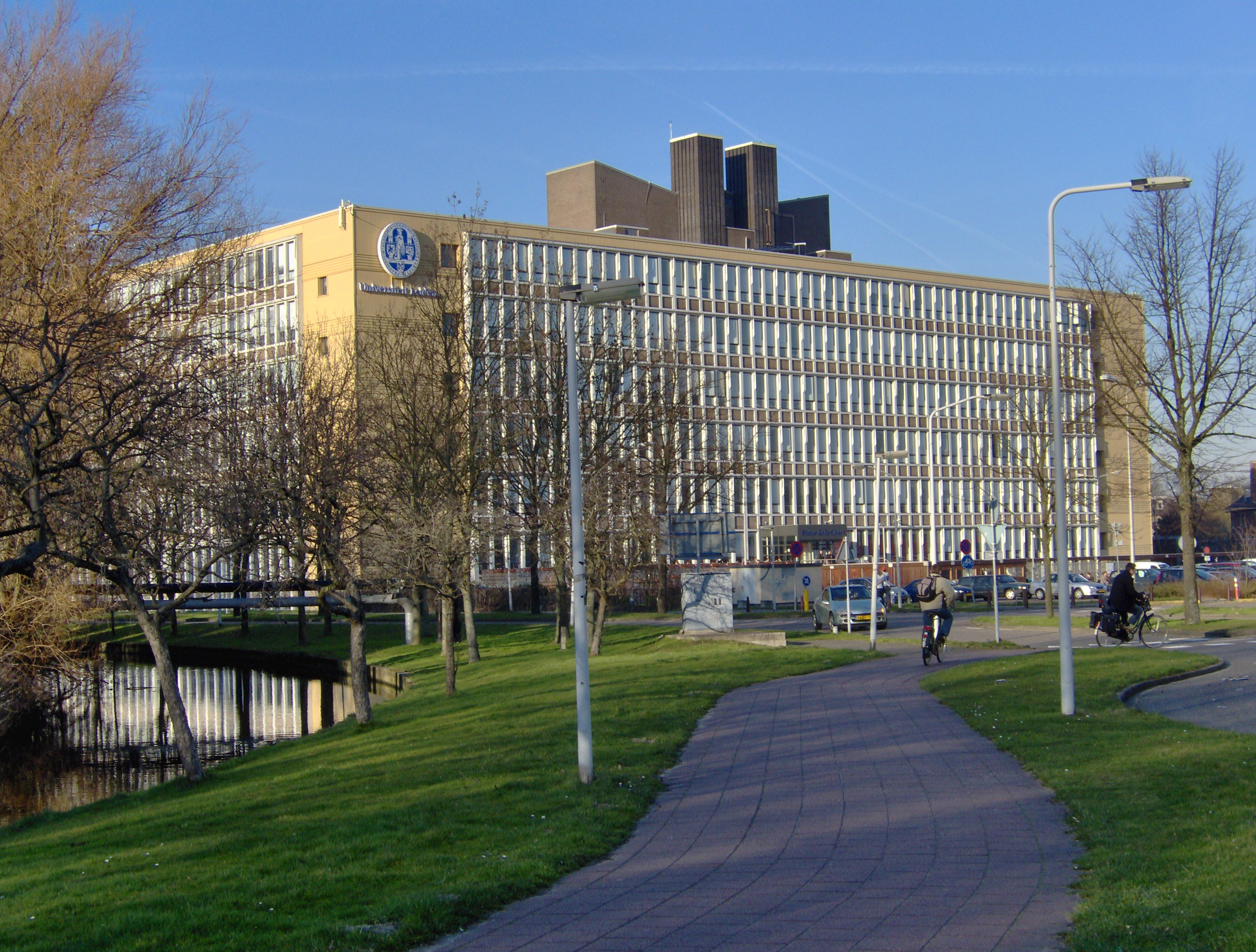
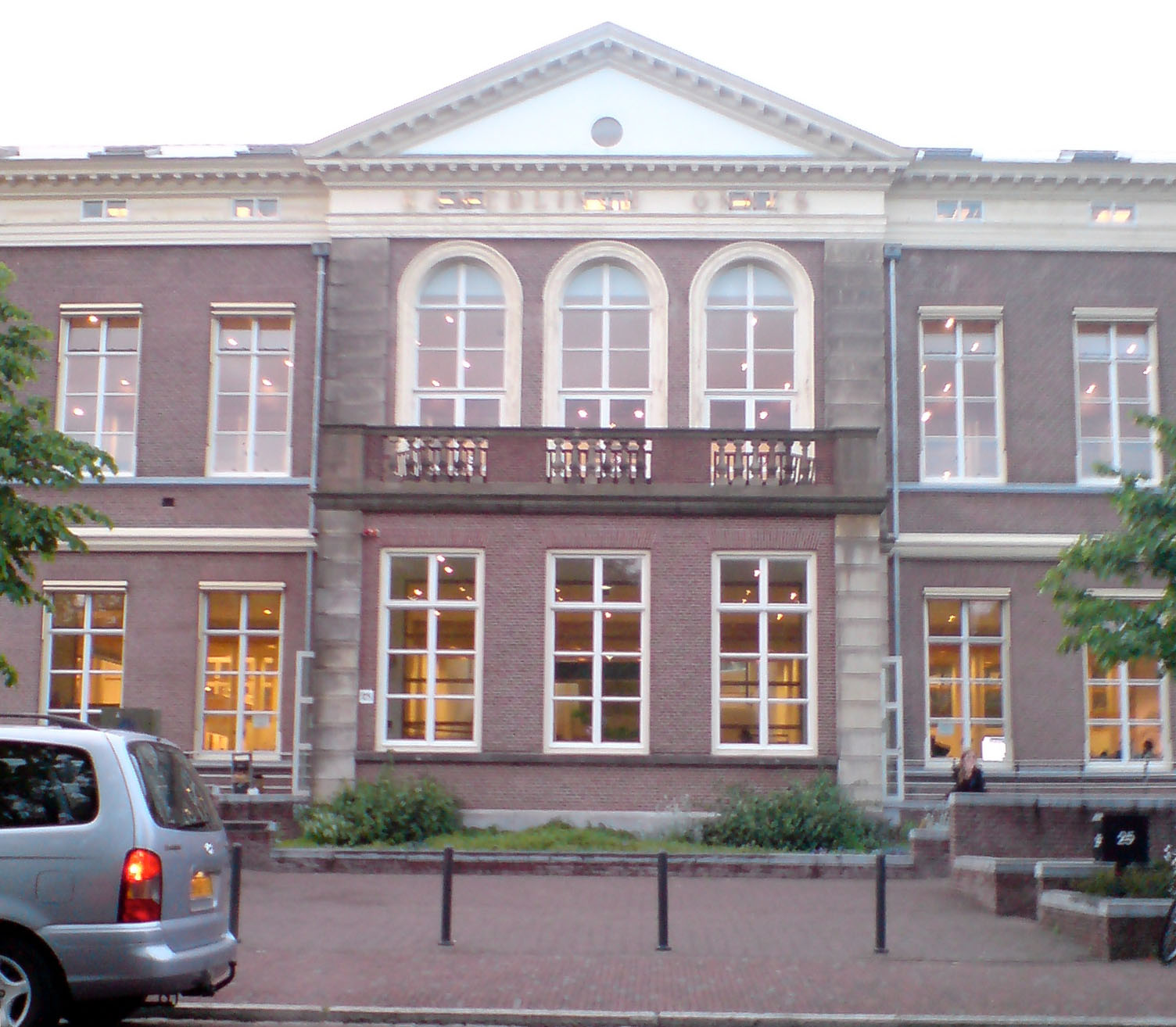
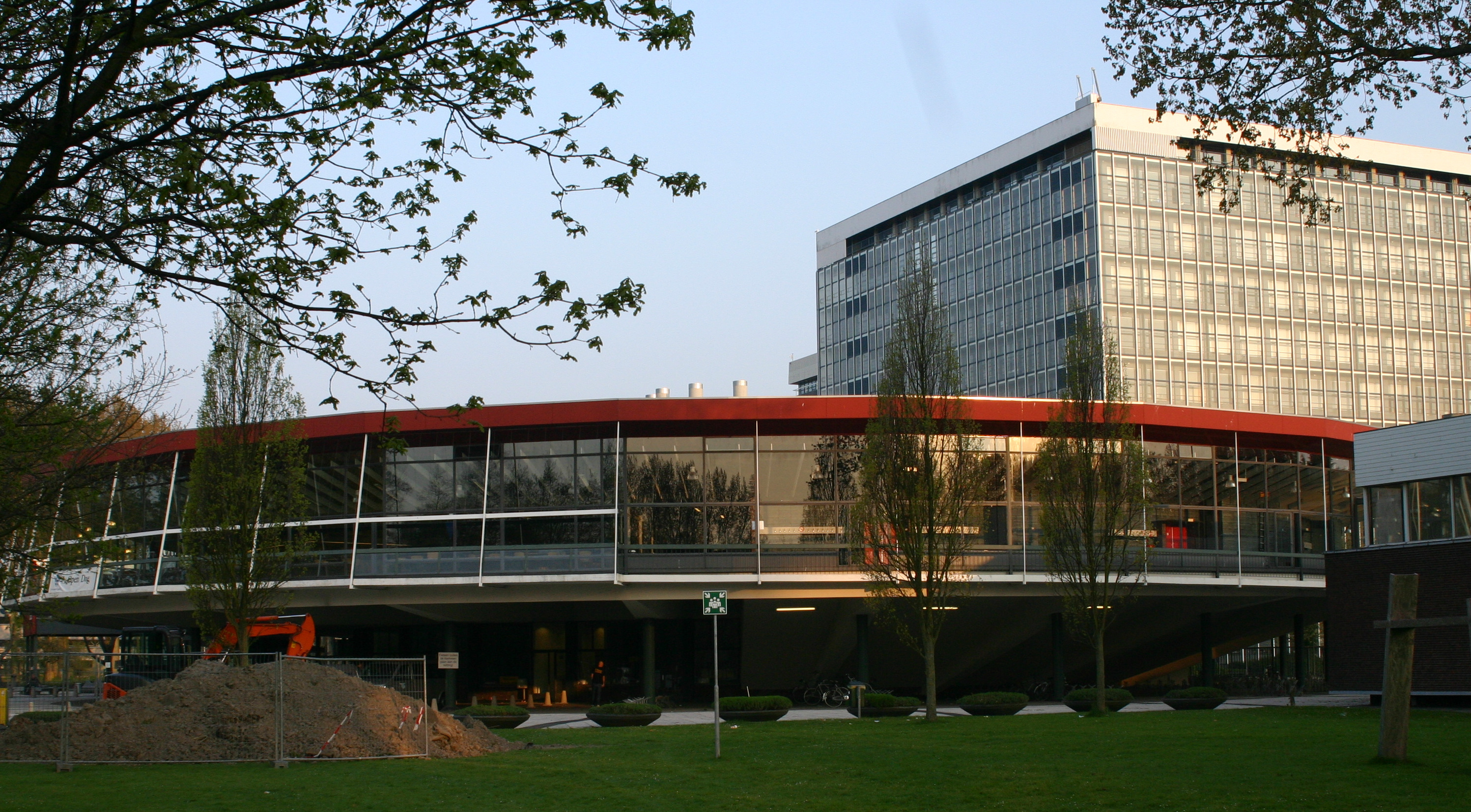